# 無呼吸
無呼吸（むこきゅう、Apnea）は、一時的な呼吸の停止を意味する医学用語である。広辞苑では「自発的な呼吸が停止した状態。意図的ではなく、10秒以上持続するものをいう。呼吸中枢の障害や薬物の作用などにより出現する」と定義されている。
無呼吸の間、肺の容積は最初は変化しないままである。
気道がどの程度遮断されているか(開存性)に応じて、肺と外部環境の間にガスの流れがある場合とない場合があるが、十分な流れがあれば、肺内のガス交換と細胞呼吸は深刻な影響を受けず、無呼吸酸素化と呼ばれる。
無呼吸を自発的に行うことは息止め(holding one's breath)という。
無呼吸は小児期にはじめて診断される可能性があり、症状に気付いたら耳鼻咽喉科医、アレルギー専門医、または睡眠専門医を受診することが推奨される。無呼吸の原因となる上気道の奇形および/または機能不全は、歯科矯正医によって発見される場合がある。 
以上に述べたとおり、自発的行為もしくは慢性的な病態をも包含している点において、医学的緊急事態である呼吸停止とは異なる。

## 原因
無呼吸は、例えば、薬物誘発性（アヘン中毒など）、機械的/生理学的誘発性（絞扼や窒息など）、または神経疾患や外傷の結果など、不随意である可能性がある。睡眠中、重度の睡眠時無呼吸症候群の人は、毎晩1時間に30回を超える断続的な無呼吸を起こすことがある。
無呼吸はまた、泣いているときや人が笑うときなどの感情が高まっているときや、バルサルバ法を行うときなどにも観察できる。無呼吸は、すすり泣きによく見られる症状で、ゆっくりだが深く不規則な呼吸が続き、泣くときに短時間の息止めをするのが特徴である。
無呼吸の別の例は、泣き入りひきつけである。これらの原因は感情的なものである場合もあり、フラストレーション、感情的ストレス、およびその他の心理的極限状態の結果として、通常は小児に見られる。
自発的な無呼吸は、声帯を閉じると同時に、口を閉じたままにして鼻前庭を塞ぐか、呼気筋を絶えず活性化して吸気を一切させないことで実現できる。

## 合併症
通常の状態では、人間は体内に多くの酸素を蓄えることができない。無呼吸が長引くと、血液循環中の酸素が極度に不足し、臓器系の機能不全につながる。わずか3分で永久的な脳損傷が発生する可能性があり、換気が回復しない限り、さらに数分後には必然的に死に至る。しかし、低体温症、高圧酸素化、無呼吸酸素化（以下を参照）、または体外膜酸素化などの特別な状況下では、より長い時間の無呼吸に耐えることができ、深刻な有害な結果には至らないこともある。
訓練を受けていない人間は、呼吸への衝動に耐えられなくなるため、通常、自発的な無呼吸を1～2分以上維持することはできない。随意無呼吸の時間制限の理由は、酸素濃度よりも、血液中の二酸化炭素濃度とpHを一定値に保つために、呼吸速度と各呼吸量が厳密に制御されているからである。無呼吸では、CO2が肺から取り除かれず、血液中に蓄積する。その結果、CO2圧が上昇し、pHが低下すると、脳の呼吸中枢が刺激され、最終的には自発的に克服できなくなる。肺に二酸化炭素が蓄積すると、最終的に脳の呼吸中枢部分と横隔神経から呼吸刺激が引き起こされる。二酸化炭素のレベルが上昇すると、体に呼吸の合図が送られ、無意識の呼吸が強制的に再開される。肺が焼けるような感覚になり、CO2濃度が高くなると脳からの信号で、横隔膜や肋骨の間の筋肉が強く、痛みを伴い、不随意に収縮や痙攣を起こす。ある時点で、けいれんが非常に頻繁になり、激しく、耐えられなくなり、息を止め続けることがほぼ不可能になる。
人が水に浸かると、哺乳類の潜水反射による生理学的変化により、訓練を受けていない人でも、水中では呼吸ができないため、無呼吸の耐性がいくらか長くなる。耐性はさらに訓練することができる。フリーダイビングの古い技術には息止めが必要であり、世界クラスのフリーダイバーは水深214メートル (702 ft)まで、かつ4分以上、水中で息を止めることができた。この場合、"Apneist"とは、長時間息を止めることができる人のことを指す。

## 過呼吸
自発的な無呼吸を始める前に意識的に過換気を行うと、その後、より長い時間安全に息を止めることができると一般に信じられている。実際には、本来なら間接的に強い呼吸困難、ひいては不随意呼吸を呼び起こすような低い血中酸素濃度に到達しているのに、呼吸をする必要がないかのような錯覚を脳が感じているだけである。
一部の人々は、過換気の影響を血液中の酸素の増加にあると誤って考えており、それが実際には血液と肺のCO2の減少によるものであることに気づいていない。
肺から出た血液は通常酸素で完全に飽和しているため、通常の空気の過呼吸では利用できる酸素量を増やすことはできない。
CO2濃度を下げると血液のpHが上昇するため、上記のように呼吸中枢が刺激されるほどに血液が酸性になるまでの時間が長くなる。過呼吸になると息止め時間が若干長くなるが、その分、低酸素になりやすいので、実感は乏しいかもしれない。この方法だと、気づかないうちに突然意識を失う。すなわち、フリーダイビング中の浅い場所でのブラックアウト（Shallow water blackout）の原因はこれである。
人が水中で意識を失うと、溺死する危険性がかなりある。そのような人を救助するには、注意深いダイビングパートナーまたは近くのライフガードが最適である。

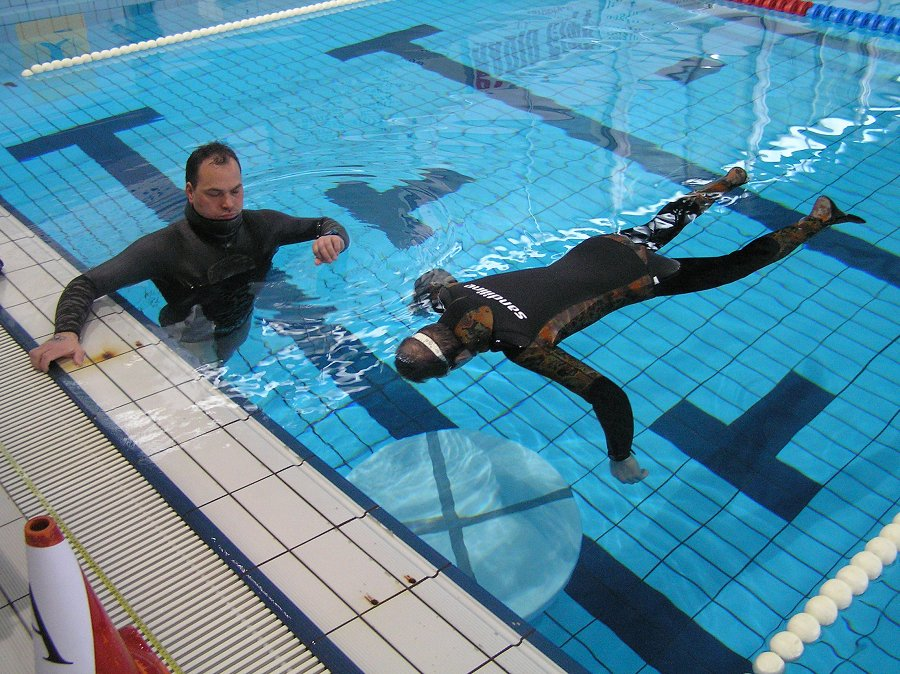
無呼吸の訓練をするダイバー

静的無呼吸ブラックアウトは、動かないダイバーが、息を止めた結果、血液中の循環酸素が脳が意識を維持するための下限を下回れば、水面で発生する。体内の圧力変化を伴わず、通常は息止め時間を強化するために行われる。
決して一人で練習するのではなく、ダイバーの横に安全ガードや機材を置いて、厳重な安全対策のもとで練習する必要がある。

## 無呼吸酸素化
血液と肺の含気領域との間のガス交換は、肺との間のガスの移動とは無関係であるため、人が無呼吸であっても、横隔膜が動かなくても、循環に十分な酸素を供給することができる。無呼吸が始まると、CO2の放出よりも多くの酸素が吸収されるため、肺の含気領域に低圧が発生する。気道が閉鎖または閉塞すると、肺が徐々に虚脱し、窒息する。ただし、気道が開いている場合、上気道に供給されたガスは圧力勾配に従って肺に流れ込み、消費された酸素を置き換える。純酸素が供給されれば、この過程で肺に貯蔵された酸素が補充され、十分な換気が再開される。そして、血液中への酸素の取り込みは通常のレベルを維持し、臓器の正常な機能には影響を与えない。この高酸素化の弊害として、窒素ウォッシュアウトの発生があり、吸収性無気肺になる可能性がある。
ただし、無呼吸中はCO2は除去されない。肺の気腔内のCO2の分圧は、血液の分圧とすぐに平衡に達する。血液が代謝によるCO2を除去する方法なしにCO2を負荷されると、ますます多くのCO2が蓄積され、最終的に含気領域から酸素やその他のガスが追い出される。CO2は体の組織にも蓄積し、呼吸性アシドーシスを引き起こす。
無呼吸の酸素化は、生理学的な好奇対象以上の価値がある。無呼吸が避けられない胸部手術や、気管支鏡検査、挿管、上気道手術などの気道操作中に十分な量の酸素を供給するために使用できる。ただし、上記の制限により、無呼吸酸素療法は人工心肺を使用した体外循環に劣るため、緊急時、短時間の処置、または体外循環にアクセスできない場合にのみ使用される。PEEP弁の使用も認められた代替手段である（平均体重の患者では5cmH2O、病的肥満の患者では10cmH2Oで肺と胸壁のコンプライアンスが有意に改善される）。
1959年に、Fruminは、麻酔および手術中の無呼吸酸素化の使用について発表した。この画期的な研究に参加した8人の被験者のうち、記録されたPaCO2の最高値は250mmHgであり、53分間の無呼吸後の最低動脈pHは6.72であった。Fruminらの研究が示したように、理想的な条件下(すなわち、無呼吸の発症前に純粋な酸素を吸入して肺からすべての窒素を除去し、純粋な酸素補給を行う場合)では、理論的には、無呼吸の酸素化は健康な大人が1時間以上生存するのに十分な酸素を提供するのに十分である可能性がある。しかし、二酸化炭素の蓄積(前述)は制限要因として残る。

## 無呼吸の臓器影響
ある研究では、健康な成人の短い息止め無呼吸中に脾臓の容積がわずかに減少することがわかった。

## 脳死判定における無呼吸検査
米国神経学会が策定した脳死臨床診断の推奨方法は、昏睡、脳幹反射の欠如、無呼吸（患者が自力で呼吸できない状態、すなわち人工呼吸器などの生命維持装置がない状態と定義）という3つの診断基準の組み合わせに依存している。無呼吸テストは、所定のプロトコルに従う。無呼吸検査は、血管収縮剤の必要性が高まっている血行力学的に不安定な患者、代謝性アシドーシス、または高度の換気サポートが必要な患者には適していない。無呼吸検査は、不整脈、血行力学的不安定性の悪化、または代謝性アシドーシスが回復レベル以上に悪化するリスクを伴い、患者を臓器提供に不適格にする可能性がある（上記を参照）。 この状況では、患者に無呼吸検査を行うのは安全ではないため、確認検査が必要である。

## 語源と発音
apnea(またはapnoea)という単語は、ギリシア語: ἄπνοιαのa-+-pneaの結合辞から構成される。